# St. Jakob ob Gurk
St. Jakob, inoffiziell häufig so wie die örtliche Pfarre St. Jakob ob Gurk genannt, ist ein Kirchdorf in der Gemeinde Straßburg im Bezirk St. Veit an der Glan im Kärntner Gurktal. Die Ortschaft liegt auf einem Hochplateau in rund 1000 Meter Seehöhe zwischen Gurktal und Metnitztal und ist von der Gurktal Straße (B 93) aus auf Gemeindestraßen von Straßburg und von Gurk erreichbar. Der Ort hatte durch die Pfarrkirche St. Jakob ob Gurk und als Volksschulstandort eine zentralörtliche Funktion für die umliegenden Ortschaften Bachl, Gassarest, Lees, Mitterdorf, Pölling und Schneßnitz.

## Ortsstruktur
Während die Zersiedelung in Kärnten allgegenwärtig ist, gibt es im Weiler St. Jakob keine Neubauten. Die Siedlungsstruktur ist seit Jahrhunderten nahezu unverändert. Durch Veränderung der Wirtschaftsform reduzierte sich seit 2007 sogar die Anzahl der Gebäude, da dem Verfall preisgegebene landwirtschaftliche Nebengebäude wie Mühlen, Scheunen und eine Schmiede abgetragen wurden.
Das Zentrum des Ortes ist der seit 2021 unter Denkmalschutz stehende Gutshof Jakober oder Zechner (Sankt Jakob 1), wo früher neben der Landwirtschaft auch ein Gasthaus geführt wurde. Er wird gegenwärtig von keiner Bauernfamilie mehr bewohnt. Der Hof wurde in den späten 1980er Jahren um ca. 10,5 Millionen Schilling verkauft. Der Gutshof hat ein zusammenhängendes Flächenausmaß von 118 Hektar (ha), wovon ca. 45 ha landwirtschaftliche Nutzflächen (Grünland und Äcker) und 71 ha Wald in unterschiedlichen Altersklassen sind. Die landwirtschaftlichen Nutzflächen liegen östlich des Ortes. Im westlichen Mühlbachgraben liegen Waldgrundstücke. Die Topografie wird als strukturell sehr gute Mischung abwechslungsreicher Biotope als Wildlebensraum mit zwischen den Waldgebieten Grünflächen und biologisch bewirtschafteten Ackerflächen beschrieben. Die Besitzgröße liegt knapp über der im Kärntner Jagdgesetz festgelegten Mindestgröße für eine Eigenjagd mit 115 ha.
Unmittelbar neben dem Hof liegt die römisch-katholische Pfarrkirche St. Jakob ob Gurk (Sankt Jakob 3) mit Friedhof. Gegenüber steht der frühere Pfarrhof (Sankt Jakob 6).

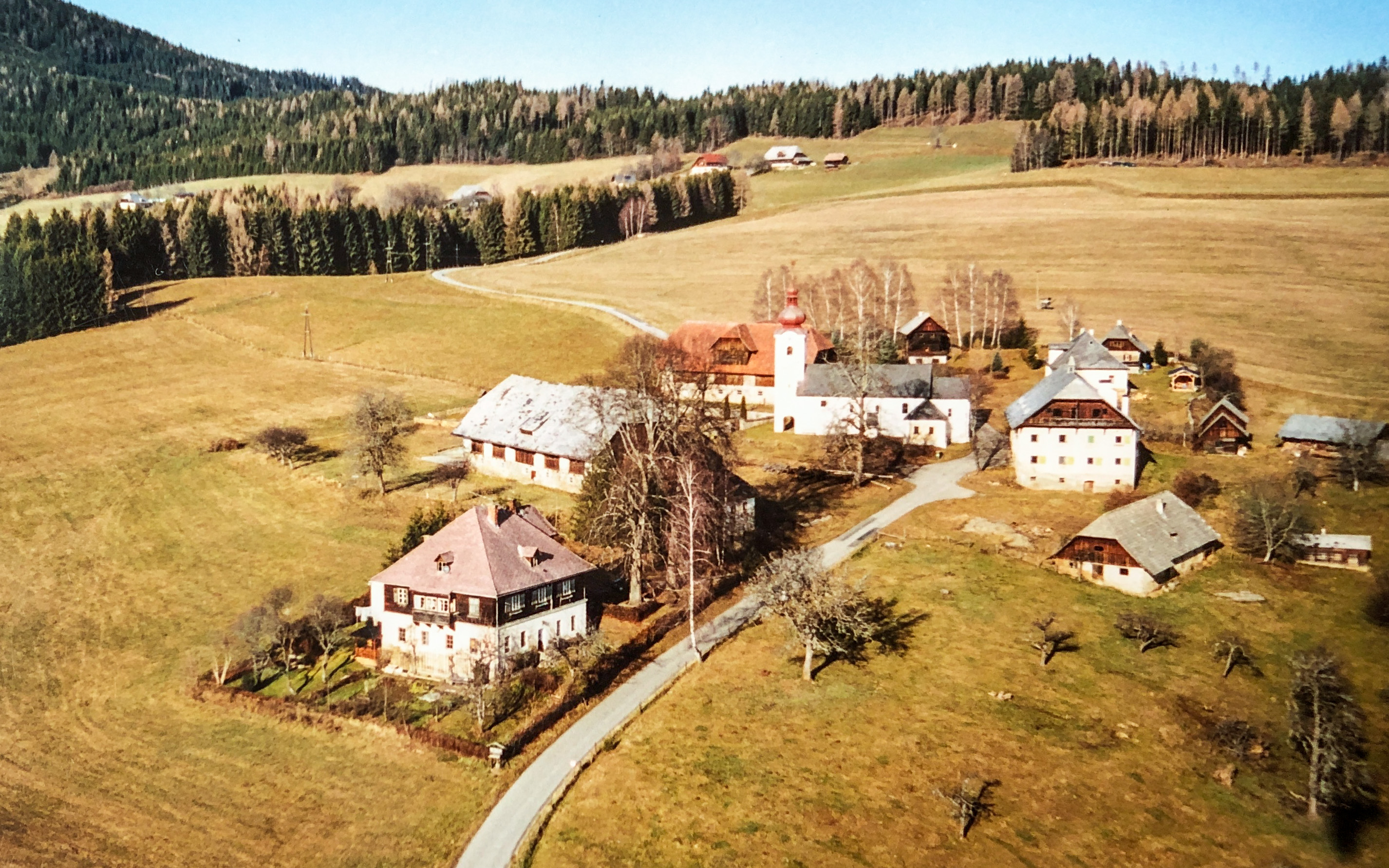
Ortsbild um 1988, noch mit vielen Nebengebäuden

St. Jakob hat eine ungewöhnliche Dorfform. Um 1828, bei der ersten Grundbuchserstellung, der Franziszeische Landesaufnahme bestand der Weiler aus einer Kirche mit Pfarrhaus und Küsterhaus und der (neuen) Volksschule. Der dominierende Bauernhof ist der Zechner (Jakober) mit seinem Stadl und seinen vielen Nebengebäuden im rechten Teil des Dorfes. Links unter Kirche war der Tramegger Stadl und Haus (Haberhaus), später vom Zechner aufgekauft. An dieser Gebäudestruktur hat sich bis heute wenig geändert. Durch den homogenen Grundbesitz und den Verkauf des Hofes um 1988, er wird seither von keiner Bauernfamilie mehr bewohnt, kam es zu keinen Neubauten durch Erbteilungen. Nur die Nebengebäude wurden abgetragen und eine Mehrzweckhalle errichtet.

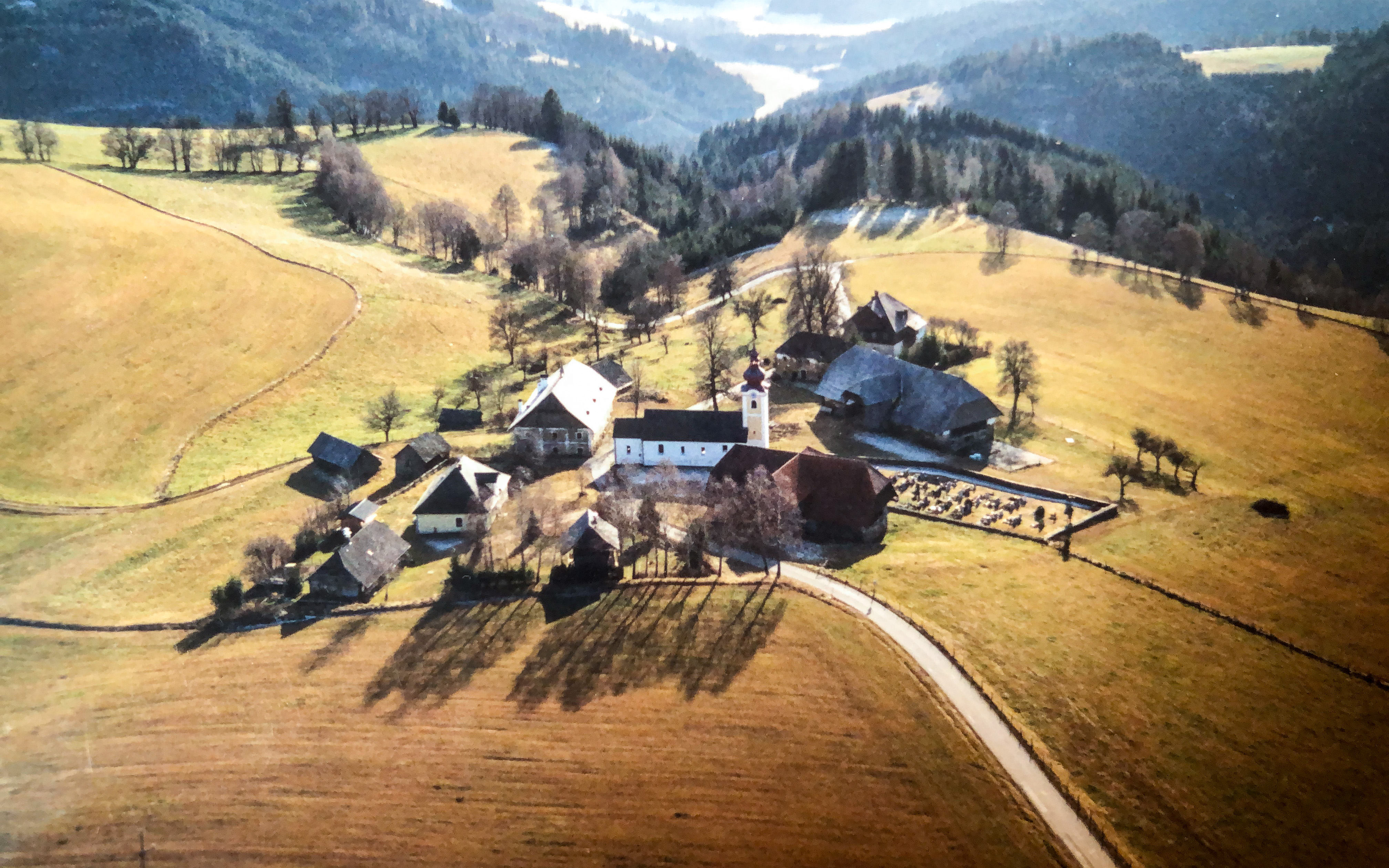
Nördliche Ansicht

In den 1930er Jahren war St. Jakob zu Straßburg eine Art ideales Dorf. Es gab zwei Landwirte, einer davon auch Gastwirt, einen Pfarrer und einen Messner, der zugleich auch Schuster war sowie eine Lehrerfamilie. Der Ort war das Zentrum für die umliegenden Gehöfte von Bachl, Gassarest, Lees, Mitterdorf, Pölling und Schneßnitz.

## Lage und Wirtschaft

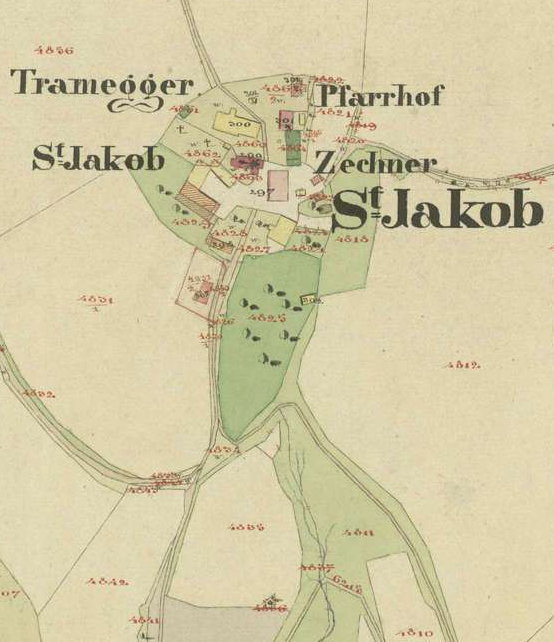
Ortsstruktur 1828 auch 2019 noch nahezu unverändert

Sankt Jakob liegt auf der Nordseite des mittleren Gurktales am Mödringbergzug in den Gurktaler Alpen. Der östlich gelegene Zufahrtsweg von der Gurktalstraße zweigt nach der Ortschaft Straßburg bei Lieding ab und führt über St. Peter ob Gurk und Mitterdorf zum Ort. Der westliche Weg zweigt knapp vor Gurk ab und führt über Glabötsch nach St. Peter in das Hinterland von Gurk. Beide Wege sind jeweils ca. 7 km lang.
Der Ort, auch St. Jakob bei Gurk oder St. Jakob bei Straßburg genannt, liegt in der Katastralgemeinde Straßburg Land (KG-Nummer 74410) und gehört zur politischen Gemeinde Straßburg (PG-Nummer 20530) im Bundesland Kärnten. Das historische Grundbuch und die Urkundensammlung dieser KG sind im Kärntner Landesarchiv. Neuere Dokumente ab 1979 sind im Bezirksgericht Sankt Veit an der Glan. Das zuständige Vermessungsamt ist in Klagenfurt. Die Postleitzahl ist 9342 (Gurk), die Ortskennziffer (OKZ) 01732.
St. Jakob erlebt seit den 1950er Jahren einen starken Bedeutungsverlust. Die durch das Aufkommen des Individualverkehrs veränderte Mobilität machte das über Fußwege gut erreichbare Kirchdorf bedeutungslos. Im Zusammenwirken mit dem starken Rückgang der Geburten sowie dem gestiegenen Wohlstand führte dies zuerst zum Schließen des Gasthofs und Anfang der 1970er Jahre zur Sperre der Schule. Es gibt auch keinen Priester mehr im früheren Pfarrhof. Für einen Messner (Küster) ist schon lange nicht mehr genug Arbeit. In der Ortschaft gibt es nur eine Arbeitsstätte (Stand 2011; 2001: 0 und zwei land- und forstwirtschaftliche Betriebe (Stand 2001)).
Seit jeher ist der Ort rein landwirtschaftlich geprägt. Sämtliche Betriebe sind als Bergbauern eingestuft. Das Zentrum ist der Gutshof vulgo Jakober (früher Zechner), zu dem der Großteil der Wiesen und Wälder im Umfeld mit einer Eigenjagd gehören. Der Betrieb ist ein Bio-Produzent. Gegenwärtig dominiert die reine Tierproduktion. Es gibt Rinder in Freilandhaltung. Unweit des Ortes befinden sich zwei Geflügelfarmen.

## Geologie
Die Gurktaler Alpen bestehen im Wesentlichen aus drei Tektonische Decken: zu tiefst die „Glimmerschiefer-Decke“, darüber die „Murau-Decke“ und oben die „Stolzalpen-Decke“. Die tiefste dieser Decken besteht in erster Linie aus Granatglimmerschiefern, die mittlere aus „Grünschiefern“ (umgewandelte vulkanische Gesteine), aus „Phylliten“ (umgewandelte tonige Ablagerungen) und Marmoren (umgewandelte Kalke), alles ursprünglich etwa 500 bis 400 Millionen Jahre alte Bildungen. Die höchste, die oberste Decke, die Stolzalpen-Decke, besteht aus ursprünglich etwa gleich alten Gesteinen, die aber weniger stark umgewandelt sind und die heute als Tonschiefer, „Meta-Vulkanite“ und Kalke vorliegen.
Die Gesteine der „Glimmerschiefer-Decke“ (auch „diaphthoritische Glimmerschiefer“) treten z. B. in der nächsten Umgebung von Straßburg auf und erstrecken sich von da bis in die Nähe von St. Jakob, nämlich in die tiefsten Lagen von Schneßnitz (Solderniggraben, Höfe vulgo Gerolter und Tschnutnig). Die Gesteine der höchsten Decke, der Stolzalpen-Decke treten z. B. bei Weitensfeld auf (nördlich, westlich und südlich davon) und kommen am Holzerriegel (bei Zweinitz) St. Jakob am nächsten.
Die Gesteine von St. Jakob und seiner nächsten Umgebung gehören der „Murau-Decke“ an. Es sind in erster Linie Grünschiefer und Phyllite, letztere ziemlich dunkel, ja schwarz, sog. Graphitphyllite. Aus Grünschiefern wird die Ortslage St. Jakob selbst (um die Kirche herum) inklusive des Rückens ca. 300 m östlich davon, der Bereich um Hannebauer / Pratz und der obere Teil von Schneßnitz (ob Reibnegger und Modl) aufgebaut. Graphitphyllit erstreckt sich von vlg. Frießer nach Nordwesten sowie westlich, nordwestlich und nördlich von Schneßnitz (Salzerkopf, Salzer). Nördlich und nordöstlich von St. Jakob (hauptsächlich in der Ortslage Schneßnitz) werden die genannten Gesteinseinheiten von mehreren (ca. 5) Nordwest—Südost verlaufenden Verwerfungen durchschnitten. Parallel dazu treten Quarzgänge auf: 300 m östlich St Jakob und 100 m nördlich von Frießer. Einen Großteil der Flächen in und um St. Jakob nehmen „ganz junge“ (jünger als 1 Mill. Jahre) Verwitterungsbildungen und Schuttbedeckungen ein.

## Bevölkerung
St. Jakob (Dorf) hat 6 Einwohner (Stand 1. Jänner 2025). Die Anzahl der Hofstellen und Häuser ist in St. Jakob über Jahrhunderte stabil und hat sich auch in der Nachkriegszeit nicht erhöht. Das Maximum an Bewohnern wurde in der Zwischenkriegszeit erreicht. Damals gab es alleine beim Jakober rund zehn Landarbeiter. Die Bauernfamilien hatten noch viele Kinder und später, während des Zweiten Weltkriegs lebten in der Landwirtschaft mithelfende Verwandte beim Jakober.
| Höfe / Häuser / Haushalte und Einwohner 1258 bis 2019 | Höfe / Häuser / Haushalte und Einwohner 1258 bis 2019 | Höfe / Häuser / Haushalte und Einwohner 1258 bis 2019 | Höfe / Häuser / Haushalte und Einwohner 1258 bis 2019 | Höfe / Häuser / Haushalte und Einwohner 1258 bis 2019 | Höfe / Häuser / Haushalte und Einwohner 1258 bis 2019 | Höfe / Häuser / Haushalte und Einwohner 1258 bis 2019 | Höfe / Häuser / Haushalte und Einwohner 1258 bis 2019 | Höfe / Häuser / Haushalte und Einwohner 1258 bis 2019 | Höfe / Häuser / Haushalte und Einwohner 1258 bis 2019 | Höfe / Häuser / Haushalte und Einwohner 1258 bis 2019 | Höfe / Häuser / Haushalte und Einwohner 1258 bis 2019 | Höfe / Häuser / Haushalte und Einwohner 1258 bis 2019 | Höfe / Häuser / Haushalte und Einwohner 1258 bis 2019 | Höfe / Häuser / Haushalte und Einwohner 1258 bis 2019 | Höfe / Häuser / Haushalte und Einwohner 1258 bis 2019 | Höfe / Häuser / Haushalte und Einwohner 1258 bis 2019 | Höfe / Häuser / Haushalte und Einwohner 1258 bis 2019 | Höfe / Häuser / Haushalte und Einwohner 1258 bis 2019 |
| ----------------------------------------------------- | ----------------------------------------------------- | ----------------------------------------------------- | ----------------------------------------------------- | ----------------------------------------------------- | ----------------------------------------------------- | ----------------------------------------------------- | ----------------------------------------------------- | ----------------------------------------------------- | ----------------------------------------------------- | ----------------------------------------------------- | ----------------------------------------------------- | ----------------------------------------------------- | ----------------------------------------------------- | ----------------------------------------------------- | ----------------------------------------------------- | ----------------------------------------------------- | ----------------------------------------------------- | ----------------------------------------------------- |
|                                                       | 1258                                                  | 1857                                                  | 1869                                                  | 1880                                                  | 1890                                                  | 1900                                                  | 1910                                                  | 1923                                                  | 1934                                                  | 1951                                                  | 1961                                                  | 1971                                                  | 1981                                                  | 1991                                                  | 2001                                                  | 2011                                                  | 2019                                                  |                                                       |
| Höfe / Häuser / Haushalte                             | 9                                                     | 5                                                     | 5                                                     | 5                                                     | 6                                                     | 7                                                     | 6                                                     | 6                                                     |                                                       | 6                                                     | 5                                                     | 6                                                     | 6                                                     | 6                                                     | 6                                                     | 5                                                     |                                                       |                                                       |
| Einwohner                                             |                                                       | 29                                                    | 40                                                    | 36                                                    | 33                                                    | 47                                                    | 39                                                    | 46                                                    | 48                                                    | 41                                                    | 25                                                    | 19                                                    | 15                                                    | 11                                                    | 9                                                     | 7                                                     | 8                                                     |                                                       |
| Einwohner pro Haus                                    |                                                       | 6                                                     | 8                                                     | 7                                                     | 6                                                     | 7                                                     | 7                                                     | 8                                                     |                                                       | 7                                                     | 5                                                     | 3                                                     | 3                                                     | 2                                                     | 2                                                     | 1                                                     |                                                       |                                                       |

## Geschichte

### Frühzeit & Karantanien
Prähistorische Funde in Kärnten lassen auf eine frühe Besiedlung des Landes schließen. Die hallstattzeitlichen Bewohner wurden vermutlich durch Zuwanderung von Kelten aus Südwestdeutschland und Ostfrankreich assimiliert. Eine erste namentliche Stammeszuordnung ist ab dem 3. Jh. v. Chr. zu den Norikern, ursprünglich ein Teilstamm der Taurisker, möglich. Die Annahme, dass Illyrer in Kärnten gesiedelt hätten, gilt als überholt. Aus der vorrömischen Zeit sind Berg- und Flussnamen trotz Romanisierung, Slawisierung oder Eindeutschung  mit indogermanischen Wortwurzeln erhalten geblieben. Das ist auch bei der Gurk der Fall, indogermanisch kr-k-ā (die Sumpfige), slowenisch KrKa (die Gurgelnde), althochdeutsch Gurka. Ab ca. 200 v. Chr. gehörte die Gegend zum norischen Unterstamm der Ambidravi, der „Beiderseits der Drau Wohnenden“.
Eine Besiedlung der Hochfläche von St. Jakob spätestens in römischer Zeit ist wahrscheinlich. Der Ort ist nur eineinhalb Gehstunden von der Römerstraße, die durch das Gurktal führte, entfernt. In Gurk sind etliche Fragmente von römischen Gräbern, durchwegs als Bausteine für den Dom zu Gurk und das Kloster belegt.
In der Völkerwanderungszeit (Spätantike) haben sich als Folge der Auflösung des Weströmisches Reichs und damit verbundenen Unsicherheiten die Siedlungsgebiete in Kärnten wieder reduziert. Um 600 kam es zu größeren Vorstößen von Awaren und vor allem slawischer Stämme aus dem Gebiet der heutigen Slowakei, den Alpenslawen, den Vinedi oder bei den Germanen Winadi oder Wenden genannt. Es bildete sich eine selbstständige karantanische Herrschaft mit dem Zentrum in Karnburg (Krnski grad). Die Altbewohner, die keltisch-romanische Restbevölkerung und Zuwanderer lebten nebeneinander, wobei die slawische Sprache der Oberschicht bis zum 8. Jahrhundert die anderen Sprachen in relativ kurzer Zeit verdrängte. Um diese Zeit erfolgt der Wechsel von der Stammesverfassung zur Grafschaftsverfassung. Man nimmt an, dass im Altsiedelland zu dieser Zeit nur die Gunstlagen bewirtschaftet waren.
Um 740 kam das slawische Karantanien unter die bairisch-fränkische Herrschaft und wurde Teil des Heiligen Deutschen Reiches. Nach einigen Aufständen der Karantaner gegen die Baiern erhöhte sich ab ca. 800 „der deutsche Einfluss stärker und es begann die Umformung der Verhältnisse im deutschen Sinn.“

### Frühmittelalter

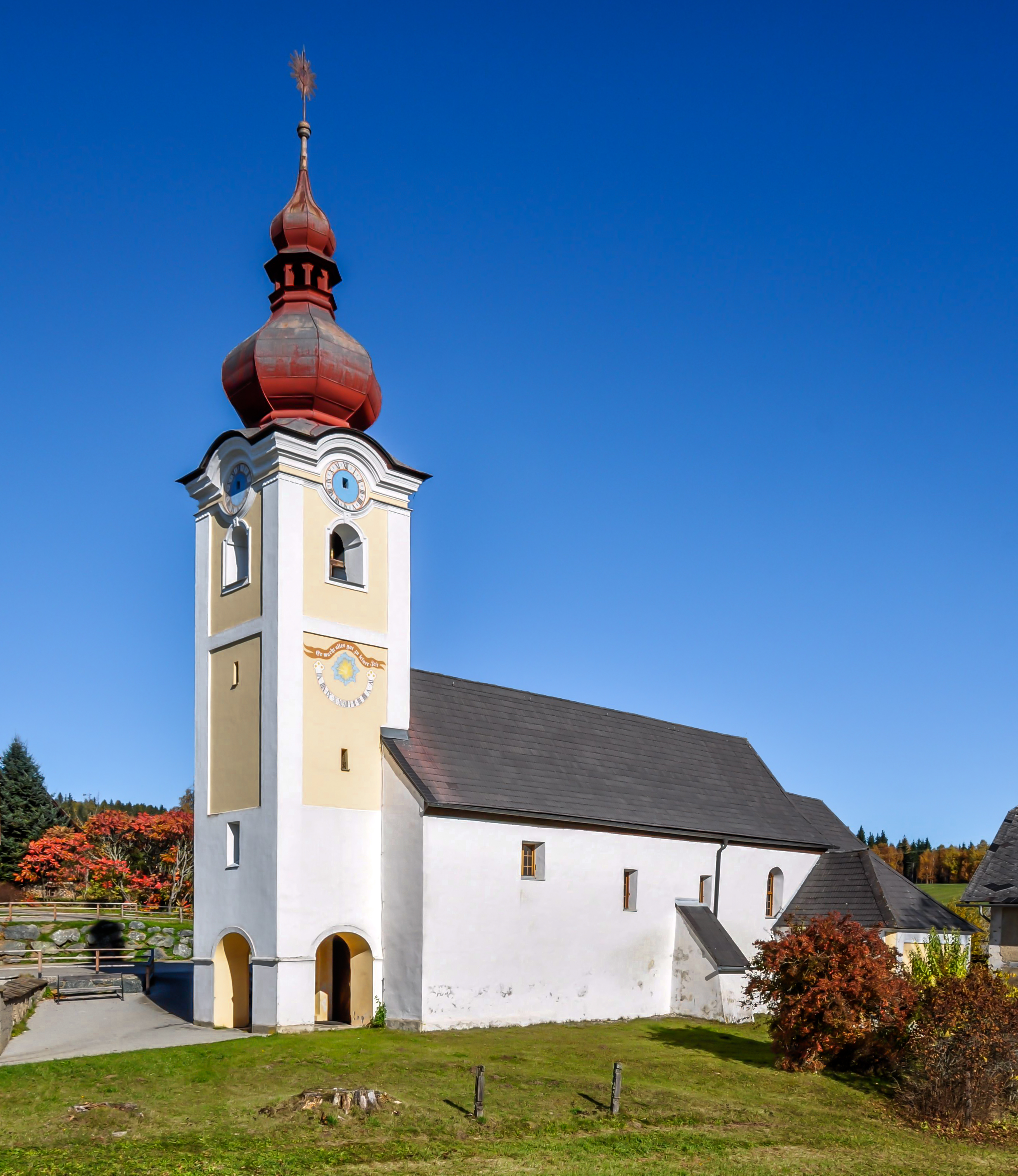
Kirche

Früheste schriftliche Quellen für Gurk sind bis zurück in das 9. Jahrhundert erhalten, allerdings lückenhaft und durch spätere Urkundenfälschungen entstellt. Der ursprüngliche Flussname Gurk wurde wahrscheinlich auf mehrere Siedlungen übertragen, die heute nicht mehr genau lokalisiert werden können. Ein Königshof, eine curtis ad Gurcam und später ein Königsgut mit Kloster, jeweils mit entsprechende weitläufigem Grundbesitz, sind für Gurk wahrscheinlich, ebenso Güter in Altenmarkt und Lieding. Der früheste bekannte Grundbesitzer ist das Fürsterzbistum Salzburg, das 860 vom König Ludwig der Deutschen das Lehensgut des Grafen Gundakar in der Loco Kurka bekam. Zum eher kleinen Königshof gehörten sechs unmittelbar bearbeitete Bauernstellen und 15 Unfreie mit zugewiesenem Land.
Die Gegend um St. Jakob wird zur Stiftung der Gräfin Hemma von Gurk für den 1072 errichteten Bischofssitz gehört haben. Hemmas Herkunft erschließt sich indirekt über vererbte Güter. Kaiser Arnulf schenkte 898 dem Edlen Zwentibolch aus Schwaben, aus dessen Geschlecht Gräfin Hemma stammte, den Hof Gurca und weiteren Besitz im Gurcatal, der zusammen fast das ganze Gurktal umfasste. Dazu gehörten alle Einzelgehöfte, sämtliche Gebäude, Landwirtschaftsflächen und selbst Weingärten. Die Gütern wurden durch unfreie Menschen, also Leibeigene, bewirtschaftet. Aus der Formulierung der Zugehörigkeitsformel kann abgeleitet werden, dass das Gebiet bereits gerodet und besiedelt war. Hemmas Herrschaftszentrum war nicht Gurk, sondern Lieding-Straßburg, in dessen Hinterland St. Jakob liegt. Die Grafschaft Friesach und Zeltschach umfasste das Gebiet von der Flattnitz im Westen, dem Oberen Murtal im Norden, dem Gurktal im Süden und Zeltschach im Osten.

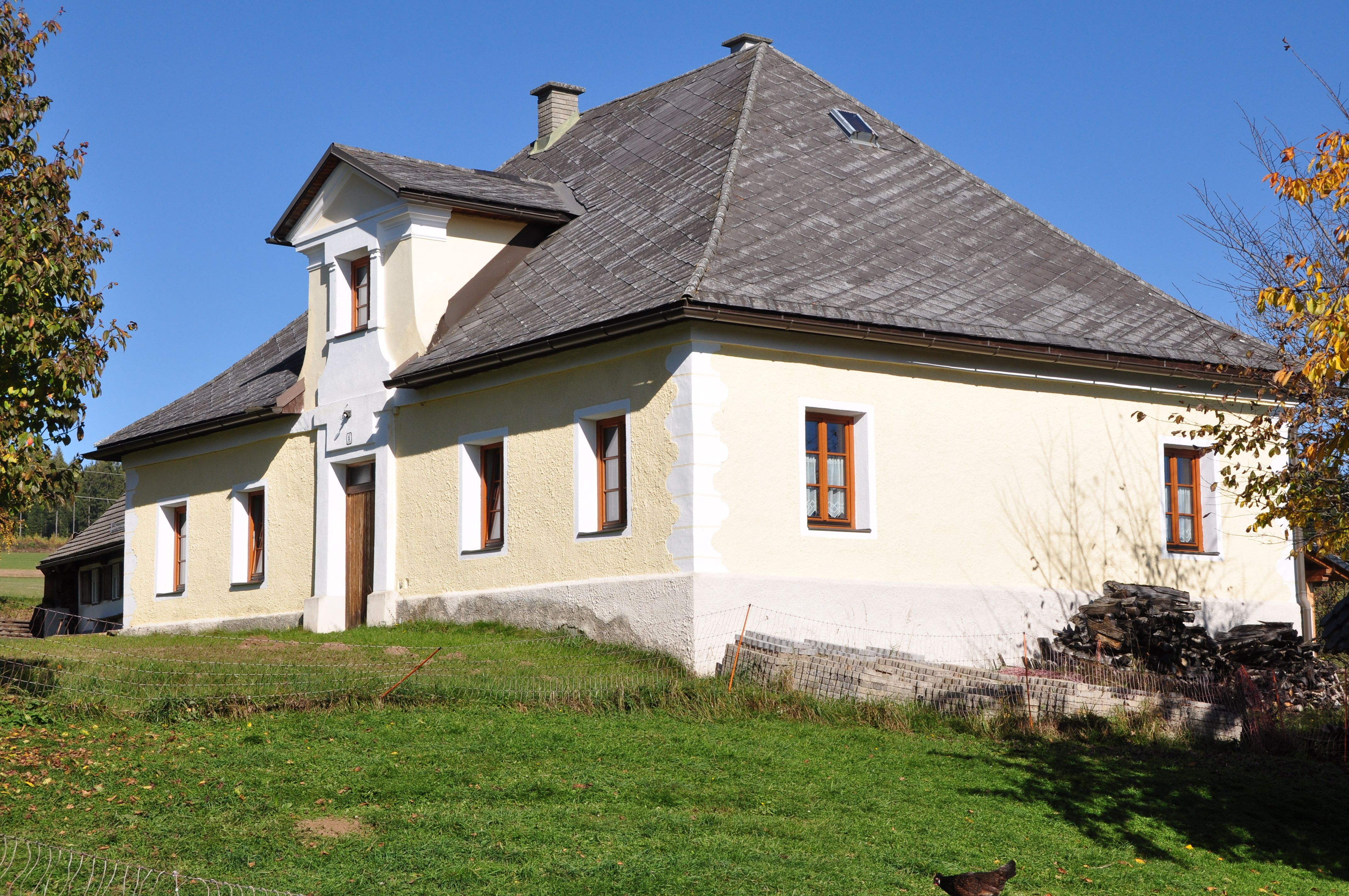
Pfarrhof

Aus dem 11. Jahrhundert ist eine Liste von Hintersassen mit durchwegs slawischen Namen erhalten, wobei Kennzeichen für das sonst in Kärnten rasch vordringende Christentum infolge der Bajuwarische Landnahme fehlen, nachdem die Magyaren 955 die Schlacht auf dem Lechfeld verloren hatten. Es wird angenommen, dass einheimische Slawen als Neubekehrte schlechter gestellt waren. In vielen Flurnamen um St. Jakob klingt das Slowenische nach. In der Pölling kommt von poljána für Flachland. Gassarest kommt von kozarišče die Stätte der Ziegenhirten. 1072 ist der Ort erstmals als Gozarist erwähnt, 1124 als Cozarist. Auf dem Lees ist von lês abgeleitet, was übersetzt Holz, Wald oder Forst bedeutet. Lees ist 1171 erstmals als Forestum und 1173 als Lezze erwähnt. In der Schnêßnitz bedeutet die Sneznica, die in der Schneegegend (wo der Schnee lange liegen bleibt). Schriftliche Erwähnungen gibt es hier 1217 als Naziz sowie 1226 als Zneznitz und 1239 als Snesniz. Einige wenige Ortsnamen sind deutschen Ursprungs wie Mitterdorf, erwähnt 1169 als Mitterndorf oder Bächl, auch im Bächl oder im Bach. Wahrscheinlich wurden im Frühmittelalter (wieder) gerodet und Siedlungen angelegt. Für St. Jakob ist, da eine Filiale des Domes zu Gurk, in den frühen Quellen nur den lateinischen Name Capella sancti Jakobi in Monte, erstmals 1169 erhalten geblieben.

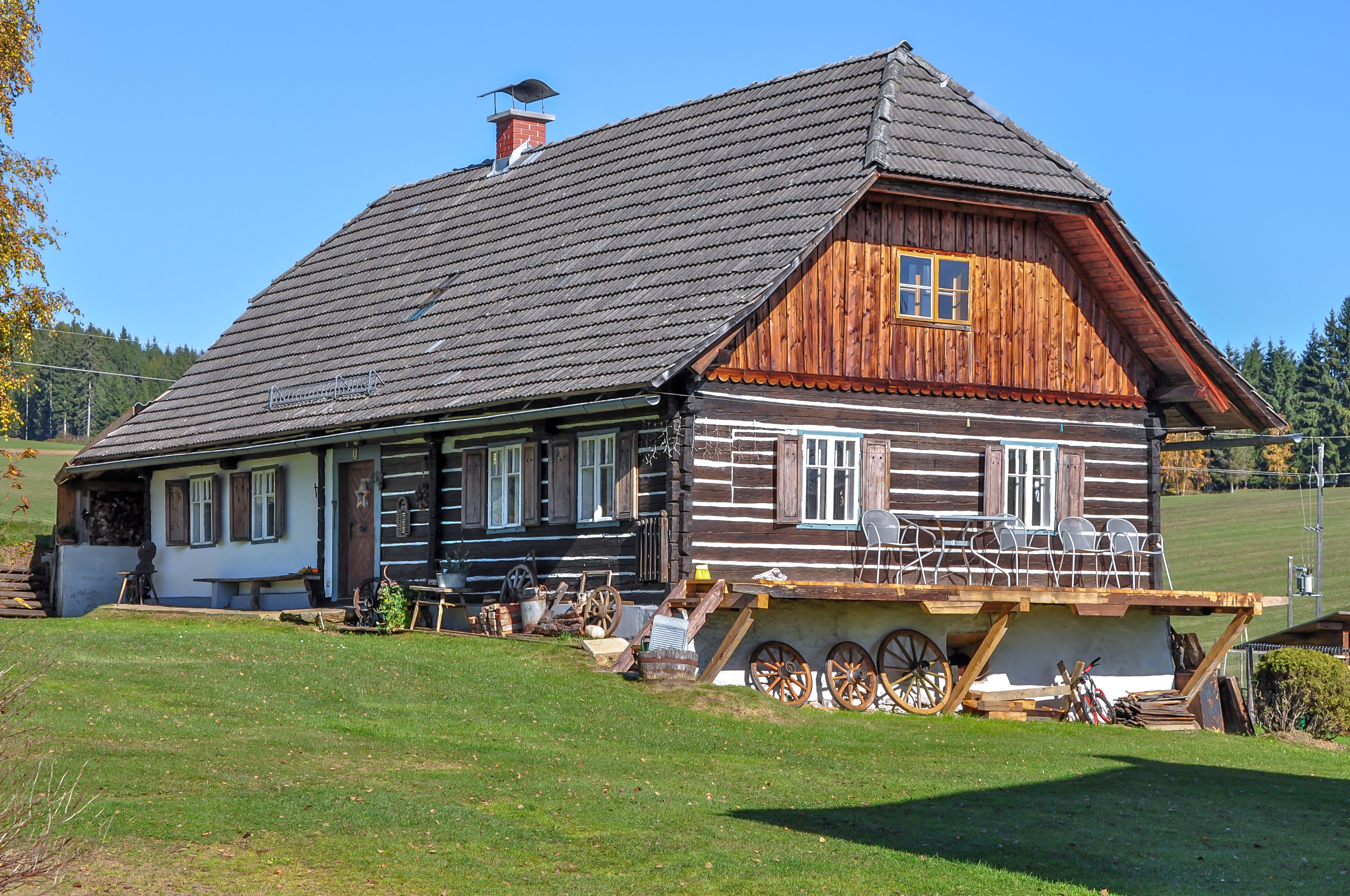
Messnerhaus

Der Kirchplatz in St. Jakob wird aber älter sein. Es ist anzunehmen, „dass in jedem großen Hofe für dessen Bewohner eine Kirche errichtet wurde“, die im Hofmittelpunkt stand. Um diese Zeit dürfte das Heidentum aus der Karantanenzeit auf dem Lande noch nicht gänzlich verschwunden sein. Die Existenz einer frühchristlichen Kirche aus der Zeit vor 500 ist unwahrscheinlich, da der Ort nicht unmittelbar an einer Römerstraße liegt. Da im Fall von St. Jakob die Kirche nach dem Hof kam, wird der Zechner aus der Zeit um das Jahr 1000 stammen.

### Spätmittelalter
Im Urbar des Gurker Domkapitels von 1285 (Spätmittelalter), des damaligen Grundherren, sind die Abgaben der Bauern für das Amt in der damals zuständigen Pfarre St. Peter (ca. 3 km entfernt) nach Einträglichkeit, also den Hofgrößen gelistet. An erster Stelle als größte Besitzeinheit ist die curia s. Jacobi, also der vulgo Zechner in St. Jakob Nr. 1 angeführt. Das Gut hatte folgende Naturalabgaben bzw. Geld an das Stift jährlich zu entrichten: Zwei Scheffel (auch Modius, ein ortsabhängiges Hohlmaß zwischen 75 und 328 Liter) Roggen, ein Scheffel Weizen und 2 5/6 Scheffel Hafer, 15 Eimer (knapp 60 Liter) Gerste, zwei Eimer Hopfen und auch eine Mark (meist 160 Pfennige mit 281 Gramm Gesamtgewicht) als Geldersatz für Fleischabgaben. Die nächstgrößere Steuereinheit der Gegend war eine große Hube Primus mansus, in der Regel in einer Größe von etwa 30 Joch (ca. 17 Hektar). Ein Hof dieser Fläche reichte für die Ernährung einer großen Familie gut aus. Der angeführte Hof, zu dem es keine Lagenangabe gibt, hatte eineinhalb Scheffel Roggen und vier Maß (sechs Maß ergeben ein Scheffel) Weizen, 12 Eimer Gerste, zwei Eimer Hopfen und eineinhalb Scheffel Hafer abzuliefern. Als Geldleistung waren 39 Pfennige fällig und dazu auch ein Fleischschwein, dessen Taxierung mit 30 Pfennigen darauf hindeutet, das es nicht ausgewachsenen sein musste. Eine zweite Hube diente mit eineinhalb Scheffel Roggen, vier Maß Weizen, 12 Eimer Gerste, zwei Eimer Hopfen und eineinhalb Scheffel Hafer. Abzuliefern waren auch hier ein junges Fleischschwein und 59 Pfennige an Geld. Eine dritte Hube hatte die gleiche Abgabenlast zu tragen. Die angeführten Abgaben im Urbar zeugen von einer breiten und vielfältigen Landwirtschaft im 13. Jahrhundert.

### Neuzeit
Im Zuge der Verwaltungsreform durch Kaiserin Maria Theresia wurden 1770 die Hausnummern eingeführt, die sich in St. Jakob seither nicht mehr verändert haben. Das Gebiet im Klagenfurter Kreis (etwa das heutige Unterkärnten) gehörte zum Gubernium in Grätz (Graz).

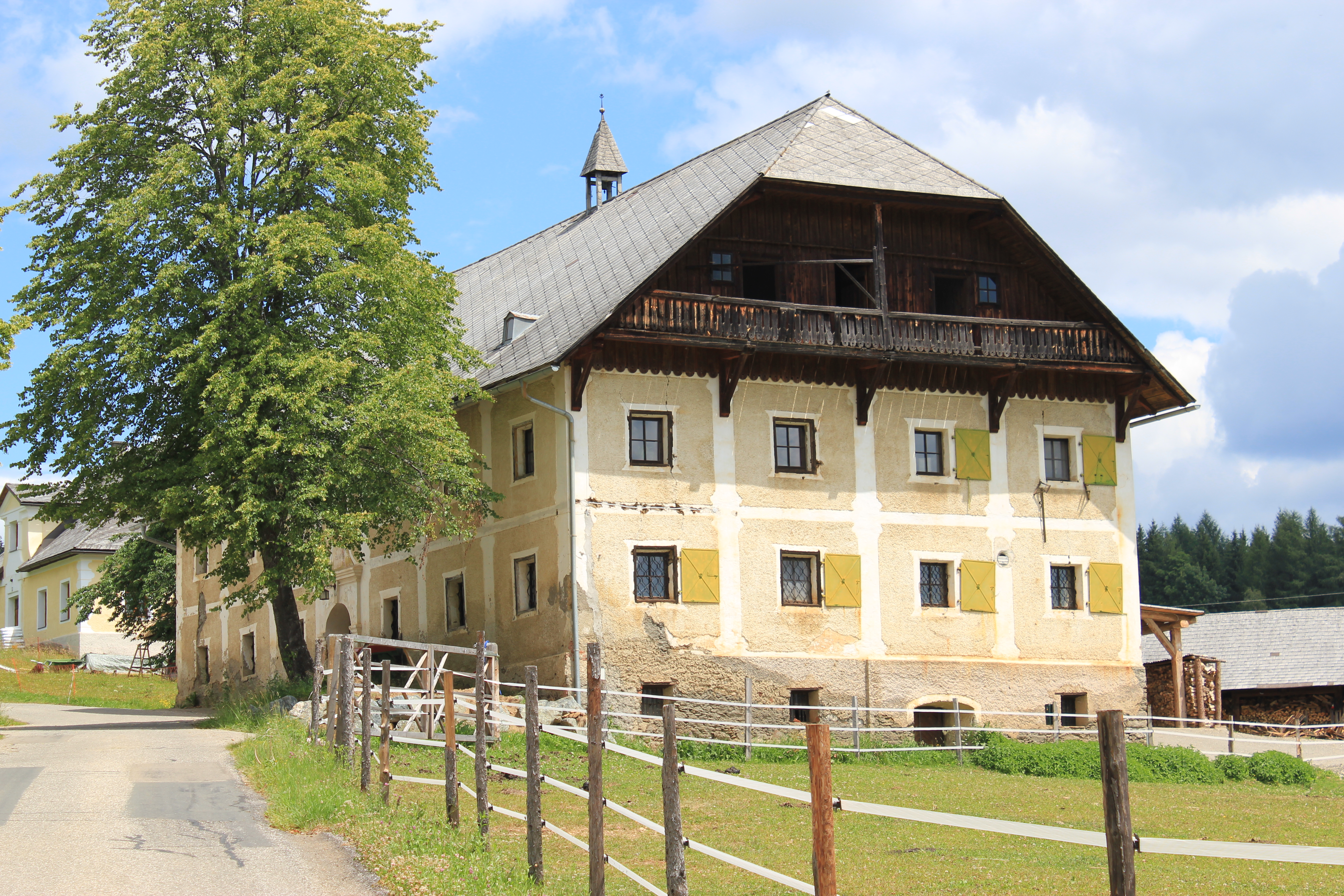
vulgo Jakober oder Zechner

1795 kaufte Matthäus Mitterdorfer (1762–1805), vulgo Hoisl Bauer zu Lind bei Gurk das Zehentgut in St. Jakob. Wahrscheinlich war das Gut schon vorher im Besitz einer anderen Mitterdorfer-Linie. Einer der Zechner-Bauern im 17. Jhdt. war Andreas Mitterdorfer (1646–1660). Der Bauer und Volksdichter Matthäus errichtete den Hof in seiner heutigen Form. Der Zechner-Hof vlg Jakober ist ein stattlicher zweigeschoßiger Bau, bezeichnet mit dem Baujahr 1802. Er hat eine Pilastergliederung im Putz. Es gibt ein Pfeilerportal und im Obergeschoß Stuckdecken. Seine Frau war die Katharina Strauß von der Madleniggerhuber in St. Jakob. Matthäus war lokal berühmt für seine biblischen Schauspiele (alle nicht erhalten geblieben) wie z. B. „Kain und Abel“, „David und Goliat“, „Jakob und Esau“. In der Friedhofsmauer befindet sich eine lateinische Inschrift vom Grab des (Neu-)Erbauers des Jakober-Hofes: Hier liegt Mathaeus Mitterdorfer, der beste aller Väter, der seine Söhne in den Tugenden der Religion wie auch der Muse unterwies, der beste Ehegatte, ein Vater der Armen, Wohltäter der hiesigen Kirche und Erbauer des Hauses nächst ihr. Gestorben im Alter von 41 Jahren am 24. Mai 1805.
Der Sohn von Matthäus Mitterdorfer, der Anwalt und Richter von Gurk, Josef Mitterdorfer (1785–1838), wuchs beim vulgo Zechner auf und wurde als Heimatforscher bekannt. Der damalige Kurator von St. Jakob, Wolfgang Schäffer, erkannte sein Talent, dem Knaben Josef wurde „seltenes Fassungsvermögen und ein eiserner Fließ“ zugeschrieben, unterrichtete ihn und empfahl einen Schulbesuch. Alleine für die Geschichtszeitschrift Carinthia schrieb er über 50 Beiträge. Wie sein Vater und Onkel Johann Strauß war er musikalisch interessiert. Er war ein früher Sammler vom Kärntnerliedern. Die Gesellschaft der Musikfreunde in Wien veranlasste 1819 eine Volksliedsammlung in ganz Österreich. Er war einer von zwei Kärntner, die der Aufforderung nachkam und übermittelte zwölf Lieder in Wort und Weise, wobei einige 18 und mehr Strophen hatten. Berühmt wurde das Kärntnerlied „Diandl tiaf drunt im Tal“ seines Sohnes Gustav Mitterdorfer (1822–1874), Garnisonschefarzt in Klagenfurt, das bis heute gesungen wird. Daneben beschäftigte er sich mit vielen Aspekten der Landwirtschaft, worüber er etliche Publikationen verfasste.
Ein weithin bekannter St. Jakober war der Bauer Johann Strauß (1756–1812) vulgo Madleninger. Er galt als „seltenes Genie“ und „kärntnerischer Strauß“. Er lernte in einem Jahr Lesen, Schreiben, Rechnen und das Geigenspiel von einem erkrankten Handwerksburschen auf Wanderschaft, der am elterlichen Hof einquartiert war. „Seine Abende widmete er der Musik und bald war er der gesuchteste Spielmann auf der Geige bei allen ländlichen Tänzen und Hochzeiten in der Umgebung.“ Als Autodidakt erarbeitete er sich das Musizieren mit Zimbel, Hackbrett und Waldhorn. Mit seiner ebenfalls musizierenden Schwester, die später Matthäus Mitterdorfer heiratete, musizierten sie nicht nur bei weltlichen Ereignissen, sondern gestalteten die Zwischenakten der Aufführungen von Mitterdorfers biblischen Schauspielen in Nachbarorten, aber auch im Stift zu Gurk. Es ist anzunehmen, dass der Musikant Strauß und sein Schwager Mitterdorfer die Urheber etlicher (nicht erhaltener bzw. zuordenbarer) Vierzeiler auf den Tanzböden des Gurktals waren. Neben seinem musikalischen Talent galt er als ausgezeichneter Zeichner und Maler und „Vater der bemalten Bienenstöcke“. Er war ein engagierter Landwirt, der sich intensiv mit der Veredelung von Obst beschäftigte. Da er auch astromisch interessiert war, errichtete er auf seinem Hof eine Sonnenuhr. In seiner Jugend galt er als außerordentlich kräftig und geschickt. Beim Wettringen auf der Flattnitz, wo sich an zwei Sonntagen im Frühsommer die männliche Jugend aus Kärnten, dem nahen Salzburg und der Steiermark einfand, war „Magdaleniger Hansl“ von Gurk über sieben Jahre der unbestrittene Sieger.
Der Bruder von Josef, Mathias Mitterdorfer, war in drei Geschäftsbereichen tätig. Er war Bäckermeister, Besitzer des Jakobergutes und Wirt in St. Jakob. Durch seine Ehe mit der Gurker Hopfgartnertochter war er Besitzer des Bäckerhauses (Hauptstraße 9 in Gurk), das er 1836 seinem Schwager verkaufte, ebenso das Waschhaus (Hauptstraße 5).
1875 war St. Jakob eine eigene Pfarre und hatte eine Volksschule. Die nächste Poststation war Straßburg. Es gab fünf Häuser und 40 Einwohner.
1918 forderte die Spanische Grippe in Kärnten viele Todesopfer. Österreich-Ungarn befand sich zum Höhepunkt der 2. Grippewelle in Auflösung und es gab keinerlei staatliche Unterstützung. In St. Jakob starben etwa sieben Menschen an „Pneumonia (span. Grippe)“.

### Volksschule St. Jakob
Über 160 Jahre gab es in St. Jakob eine Volksschule. 1813 bis 1866 war sie beim heute nicht mehr existierenden vulgo Tramiger (Schmiede / Haberhaus) untergebracht. In der ersten Phase der Schule wurde von Privatlehrern des Klosters Gurk unterrichtet. Von 1867 bis 1888 wurde im (noch bestehenden) Messnerhaus unterrichtet, einer aus Holz gebauten Kärntnerkeusche, genannt die „Alte Schule.“ Ab 1889 erfolgte der Unterricht in der „Neuen Schule“, die 1929 aufgestockt und damit zweiklassig wurde. 1973 wurde der Schulbetrieb eingestellt. 1927 hatte es noch 80 Schüler gegeben, 1974 nach dem Ende des Baby-Booms der Nachkriegszeit waren es nur mehr 12 Schüler. Das Einzugsgebiet der Volksschule umfasste St. Jakob (Dorf), Bachl, Gassarest, Lees, Mitterdorf, Pölling und Schneßnitz.
1856 gab es eine Initiative, bei den Volksschulen auch Baumschulen für die Lehre einzurichten. Zu Sankt Jakob ob Gurk spendete der Gutsbesitzer Valentin Körbler 50 Klafter (180 m²).